# Serinanti
Serinanti is een bestuurslaag in het regentschap Ogan Komering Ilir van de provincie Zuid-Sumatra, Indonesië. Serinanti telt 2812 inwoners (volkstelling 2010).